# Jeannetta Arnette
Jeannetta Arnette (auch Jeanetta Arnette; * 29. Juli 1954 in Washington, D.C.) ist eine US-amerikanische Film- und Fernsehschauspielerin, die für ihre Rolle Bernadette Meara in der Fernsehserie Head of the Class bekannt ist.

## Leben
Arnette wuchs zusammen mit drei Brüdern in North Carolina auf. Sie besuchte dort die North Carolina High School of Performing Arts, studierte dann Schauspielkunst in England und kam schließlich an das College der George Washington University, wo sie in lokalen Theaterproduktionen auftrat. Sie verließ dieses aber wieder, um sich in Los Angeles ihrer Schauspielkarriere zu widmen.
Sie hatte zahlreiche Auftritte in Filmen und Fernsehserien. Größere Rollen in Serien spielte sie als Bernadette Meara in Head of the Class (1986–1991), als Sophie Ford in The Jackie Thomas Show (1992–1993), als Flo in Passions (2002–2003) und als Ruthie Rose in So Notorious (2006).
Zu den Filmen, in denen sie spielte, gehören unter anderem Teenage Graffiti (1977), The Redeemer: Son of Satan! (1978), Monty – Immer hart am Ball (1992), Kelly sucht das Weite (2000), Your Guardian (2001), Florida City (2003), Dunsmore (2003), Finding Home (2003), Engel im Schnee (2007) und Angels in Stardust (2014).

## Filmografie

### Filme
- 1977: Teenage Graffiti
- 1978: The Redeemer: Son of Satan!
- 1979: Zehn – Die Traumfrau (10)
- 1979: Marie (Fernsehfilm)
- 1980: Brave New World (Fernsehfilm)
- 1980: Unter guten Freunden (A Small Circle of Friends)
- 1980: Camp Grizzly (Fernsehfilm)
- 1980: Brothers (Fernsehfilm)
- 1981: Stephanie (Fernsehfilm)
- 1981: Das Schicksal kennt kein Erbarmen (Callie & Son, Fernsehfilm)
- 1982: Die Schattenreiter (The Shadow Riders, Fernsehfilm)
- 1982: Take Your Best Shot (Fernsehfilm)
- 1983: A Minor Miracle
- 1984: Jumbo Crash (Flight 90: Disaster on the Potomac, Fernsehfilm)
- 1984: The Bounder (Fernsehfilm)
- 1984: City-Killer – Eine Stadt in Panik (City Killer, Fernsehfilm)
- 1986: Alptraum des Grauens (The Deliberate Stranger, Fernsehfilm)
- 1986: The History of White People in America: Volume II (Fernsehfilm)
- 1987: Sister Margaret and the Saturday Night Ladies (Fernsehfilm)
- 1989: Single Women Married Men (Fernsehfilm)
- 1992: Monty – Immer hart am Ball (Ladybugs)
- 1995: Pins and Needles (Fernsehfilm)
- 1996: Somebody Is Waiting
- 1997: First Love, Last Rites
- 1998: Judas Kiss
- 1999: Boys Don’t Cry
- 2000: Kelly sucht das Weite (Finding Kelly)
- 2000: The ‘70s (Fernsehfilm)
- 2000: The Prime Gig
- 2000: Das Glücksprinzip (Pay It Forward)
- 2001: Your Guardian
- 2001: Schiffsmeldungen (The Shipping News)
- 2001: The Clark Family (Fernsehfilm)
- 2002: Florida City
- 2003: Dunsmore
- 2003: Finding Home
- 2004: Sniper 3
- 2006: A House Divided (Fernsehfilm)
- 2007: Engel im Schnee (Snow Angels)
- 2008: Ananas Express (Pineapple Express)
- 2008: Middle of Nowhere
- 2009: Washington Field (Fernsehfilm)
- 2010: Beneath the Dark
- 2013: Straight A’s – Jede Familie hat ein schwarzes Schaf (Straight A’s)
- 2014: Beautiful Girl
- 2014: The Amateur
- 2016: Hunter Gatherer
- 2016: Angels in Stardust

### Fernsehserien
- 1978: Die Zwei von der Tankstelle (Chico and the Man, eine Folge)
- 1979: Captain Paris (Paris, eine Folge)
- 1980: Freebie and the Bean (eine Folge)
- 1981, 1983: Polizeirevier Hill Street (Hill Street Blues, 2 Folgen)
- 1983: Herzbube mit zwei Damen (Three’s Company, eine Folge)
- 1983: Laverne & Shirley (eine Folge)
- 1983: Ryan’s Four (eine Folge)
- 1983: Bay City Blues (eine Folge)
- 1983: Chefarzt Dr. Westphall (St. Elsewhere, eine Folge)
- 1985: Trio mit vier Fäusten (Riptide, eine Folge)
- 1985: Das A-Team (The A-Team, eine Folge)
- 1986: Hardcastle & McCormick (Hardcastle and McCormick, eine Folge)
- 1986: Ein Colt für alle Fälle (The Fall Guy, eine Folge)
- 1986–1991: Ganz große Klasse (Head of the Class, 114 Folgen)
- 1988: L.A. Law – Staranwälte, Tricks, Prozesse (L.A. Law, eine Folge)
- 1992–1993: The Jackie Thomas Show (15 Folgen)
- 1994: Roseanne (eine Folge)
- 1994: Hotel Malibu (eine Folge)
- 1995: Ein Hauch von Himmel (Touched By An Angel, eine Folge)
- 1997: Star Trek: Deep Space Nine (eine Folge)
- 1998: Grace (Grace Under Fire, eine Folge)
- 1999: V.I.P. – Die Bodyguards (V.I.P., eine Folge)
- 2000: Chicken Soup for the Soul (eine Folge)
- 2000: Nash Bridges (eine Folge)
- 2000: Diagnose: Mord (Diagnosis Murder, eine Folge)
- 2001: Roswell (eine Folge)
- 2002: Drew Carey Show (eine Folge)
- 2002–2003: Passions (5 Folgen)
- 2003: Emergency Room – Die Notaufnahme (ER, eine Folge)
- 2004: Law & Order: Special Victims Unit (eine Folge)
- 2005: Invasion (eine Folge)
- 2005: Lost (eine Folge)
- 2005: CSI: Den Tätern auf der Spur (CSI: Crime Scene Investigation, eine Folge)
- 2006: Criminal Minds (eine Folge)
- 2006: So Notorious (5 Folgen)
- 2009: Cold Case – Kein Opfer ist je vergessen (Cold Case, eine Folge)
- 2009: Fringe – Grenzfälle des FBI (Fringe, eine Folge)
- 2012: The Mentalist (eine Folge)
- 2013: Perception (eine Folge)
- 2014: Switched at Birth (eine Folge)
- 2014: Justified (2 Folgen)
- 2014: Extant (6 Folgen)
- 2018: Heathers (eine Folge)
- 2018: Homecoming (eine Folge)